# Eurysolen gracilis
Eurysolen gracilis là một loài thực vật có hoa trong họ Hoa môi. Loài này được Prain mô tả khoa học đầu tiên năm 1898.